# دستگاه عصبی سمپاتیک
دستگاه عصبی سمپاتیک یا دستگاه عصبی آسیمیک (Sympathetic nervous system یا SNS) (جزو دستگاه عصبی غیرارادی) یا بخشی از دستگاه عصبی خودگردان (در کنار دستگاه پاراسمپاتیک و دستگاه احشایی) است. دستگاه عصبی سمپاتیک در حالت استرس فعال‌تر شده، انسان را برای نبرد یا فرار آماده‌تر می‌کند و به پاسخ جنگ و گریز می‌پردازد؛ البته به صورت همیشگی نیز فعال بوده، در تنظیم سوخت‌وساز پایهٔ بدن نقش دارد. با افزایش فعالیت سمپاتیک، فشار بحرانی انسداد نیز افزایش می‌یابد.
افزون بر آن، دستگاه عصبی سمپاتیک، باعث افزایش فشارخون، افزایش تعداد تنفس، افزایش ضربان قلب و گشاد شدن مردمک می‌شود. این هورمون‌ها بر روی اندام‌هایی مانند ماهیچه‌ها، قلب، مغز و کبد تأثیر می‌گذارد و موجب فراهم آوردن نوعی حالت آماده‌باش برای بدن است تا شخص بتواند در عواملی مانند ستیز و گریز، دعوا یا مسابقات ورزشی آمادگی قبلی را داشته باشد.

## رشته‌های عصبی سمپاتیک
رشته‌های عصبی سمپاتیک در بخش سمپاتیک، جسم سلولی نورون پیش‌گِرِهی (گانگلیون) در گرهِ کناری نخاع قرار گرفته و آکسون آن به نام رشته پیش‌گرهی پس از برون‌رفت از نخاع وارد گرهِ سمپاتیک در نزدیکی مهره‌ها یا نزدیک روده شده، با نورون پس‌گرهی سیناپس می‌دهد. آکسون نورون پس‌گِرهی (رشته پس‌گرهی) به اندام واکنشگر می‌رود. در رشته‌های عصبی سمپاتیک رشته پیش‌گرهی بیشتر کوتاه بوده، رشتهٔ پس‌گرهی بلند می‌باشد.
از آنجایی که رشته‌های عصبی سمپاتیک در ناحیه سینه‌ای–کمری از نخاع بیرون می‌آیند، بخش سینه‌ای–کمری نیز نامیده می‌شوند. در رشته‌های عصبی سمپاتیک پیام‌های عصبی (نوروترانسمیتر) تراوش‌شونده از رشتهٔ پیش‌گرهی استیل کولین و از رشته‌های پس‌گرهی نوراپی‌نفرین می‌باشد (ماده‌ای که از بخش مرکزی غُدد فوق کلیوی نیز تراوش می‌شود) و از این روی رشته‌های عصبی سمپاتیک را رشته‌های عصبی آدرنرژیک نیز می‌نامند.
البته استثنائاً از انتهای رشته‌های سمپاتیک واقع در غده فوق کلیوی و غدد عرق استیل کولین ترشح می‌شود. البته به هنگام تحریک دستگاه عصبی سمپاتیک در بخش مرکزی غده فوق کلیوی (مدولا) هورمون‌های به نام آدرنالین یا نور آدرنالین که همان (اپینفرین یانور اپی نفرین) را ترشح می‌کند.

## گیرنده‌ها
پنج نوع گیرندهٔ آلفا و بتا (α۱, α۲ و β۱, β۲, β۳) وجود دارد.